# Карл Филип фон Бранденбург
Карл Филип фон Бранденбург-Шведт (на немски: Karl Philipp von Brandenburg-Schwedt; * 5 януари 1673, Шпаренберг, Билефелд; † 23 юли 1695, Казале Монферато, Италия) от династията Хоенцолерн, е принц и титуляр-маркграф на Бранденбург-Швет.

## Живот
Той е третият син на курфюрст Фридрих Вилхелм фон Бранденбург (1620 – 1688) и втората му съпруга Доротея София фон Шлезвиг-Холщайн-Зондербург-Глюксбург (1636 – 1689), дъщеря на херцог Филип фон Шлезвиг-Холщайн-Зондербург-Глюксбург.
Карл Филип е направен през 1693 г. от брат му курфюрст Фридрих I на генерал-лейтенант и през Войната за Пфалцкото наследство ръководи бранденбургската помощна войска, която е подчинена на савойския херцог Виктор Амадей II. В Торино той се запознава с младата вдовица Катарина ди Балбиано (1670 – 1719). На 28 май 1695 г. той се жени тайно за нея в дворец Венария Реале в Торино. Бракът не се признава от фамилията Бранденбург и от савойския херцог. Виктор Амадей нарежда нейното отвличане и затваряне в манастир, за да се избегне дипломатически скандал. Бракът е бездетен.
Карл Филип се разболява и умира на 23 юли 1695 г. в Казале Монферато и е погребан в гробницата на Хоенцолерните в Берлинската катедрала. Неговата вдовица се омъжва през 1707 г. за саксонския министър и генерал Август Кристоф фон Вакербарт (1662 – 1734).